# 12 X 5
12 × 5 és el segon àlbum americà d'estudi de la banda de rock britànica The Rolling Stones, editat el 15 d'octubre de 1964 aprofitant l'èxit de seu àlbum americà de debut editat aquell mateix any, The Rolling Stones (England's Newest Hit Makers), que va ser editat de manera conjunta amb el seu àlbum de debut britànic The Rolling Stones. 12 × 5 és una versió ampliada de l'EP Five by Five, que va ser editat a continuació del primer àlbum britànic.
Les cinc cançons de l'EP britànic van ser completades amb set cançons addicionals per portar l'obra fins a ser un LP. Entre les cançons addicionals hi havia el llançament únic del Regne Unit «It's All Over Now», una versió d'una cançó de Bobby Womack que va ser el primer èxit amb el número 1 del grup britànic, una presa alternativa de «Time Is on My Side», que apareix d'una forma més comuna en altres àlbums i tres cançons originals del tàndem Jagger/Richards.

## Recepció
L'àlbum va ser inclòs en la "Basic Record Library" (Biblioteca bàsica de discs) de Robert Christgau de les gravacons dels anys 50 i 60, publicat a Christgau's Record Guide: Rock Albums of the Seventies (1981).

## Llista de cançons
| 1.            | «Around and Around*» (editat originàriament a L'EP Five by Five)    | 3:03  |
| 2.            | «Confessin' the Blues*» (editat originàriament a L'EP Five by Five) | 2:46  |
| 3.            | «Empty Heart*» (editat originàriament a L'EP Five by Five)          | 2:35  |
| 4.            | «Time Is on My Side»                                                | 2:50  |
| 5.            | «Good Times, Bad Times»                                             | 2:32  |
| 6.            | «It's All Over Now*»                                                | 3:27  |
| Durada total: | Durada total:                                                       | 17:13 |

| 1.            | «2120 South Michigan Avenue*» (editat originàriament a L'EP Five by Five) | 2:03  |
| 2.            | «Under the Boardwalk»                                                     | 2:48  |
| 3.            | «Congratulations»                                                         | 2:28  |
| 4.            | «Grown Up Wrong»                                                          | 2:04  |
| 5.            | «If You Need Me*» (editat originàriament a L'EP Five by Five)             | 2:03  |
| 6.            | «Susie Q»                                                                 | 1:51  |
| Durada total: | Durada total:                                                             | 13:17 |

- L'edició del CD del 2002 presenta una versió ampliada de la "2120 South Michigan Avenue", fins als 3:41. Les pistes marcades són en autèntic estèreo en una edició rarade l'EP Decca a UK i del CD d'Abkco de 2002.